# 존 라이텔

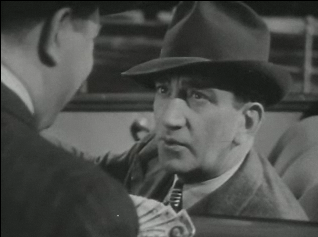

존 라이텔(John Litel, 1892년 12월 30일 ~ 1972년 2월 3일)은 미국의 배우, 연극 배우, 영화배우이다.
우들랜드힐스에서 사망하였다.

## 영화
- 네바다 스미스 (1966년)
- 서부의 4형제 (1965년)
- 해저 여행 (1961년)
- 연인이여 돌아오라 (1961년)
- 포켓에 가득찬 행복 (1961년)
- 보난자 (1959년)
- 선셋 77번가 (1958년)
- 하우스보트 (1958년)
- 조로 (1957년)
- 선다운의 결전 (1957년)
- 샤이안 (1955년)
- 스카라무슈 (1952년)
- 그룸 워 스퍼스 (1951년)
- 크리스마스 이브 (1947년)
- 스웰 가이 (1946년)
- 세계의 어머니 (1946년)
- 샌 안토니오 (1945년)
- 돈 윈슬로 오브 더 네이비 (1942년)
- 멘 오브 텍사스 (1942년)
- 버지니아 시티 (1940년) - 토머스 마셜 역
- 캐슬 온 더 허드슨 (1940년)
- 그들은 밤에 달린다 (1940년)
- 닷지 시티 (1939년)
- 코멧 오버 브로드웨이 (1938년)
- 제저벨 (1938년)
- 에밀 졸라의 생애 (1937년) - 차펜티어 역